# Администрација за безбедност и здравље на раду у рудницима
Администрација за безбедност и здравље на раду у рудницима (МСХА) ( /ɛ м ʃ ә / ) је агенција Департмана рада Сједињених Америчких Држава која управља одредбама Федералног закона о безбедности и здрављу рудника у 1977 (Мине закона) да спроведу поштовање обавезних безбедносних и здравствених стандарда као средство за отклањање несрећа са смртним исходима, за смањење учесталости и тежине нефаталних несрећа, за минимизирање опасности по здравље и за промовисање побољшаних безбедносних и здравствених услова у националним рудницима.  МСХА врши мандат Закона о рудницима у свим рударским и рударско- прерађивачким операцијама у Сједињеним Државама, без обзира на величину, број запослених, минирану робу или начин вађења. Давид Затезало је помоћник секретара за сигурност и здравље рудника и шеф МСХА. 
МСХА је организована у неколико одељења.  Одељење за безбедност и здравље рудника угља подељено је у 12 одељења која покривају вађење угља у различитим деловима Сједињених Држава. Одељење за сигурност и здравље рудника без метала обухвата шест региона Сједињених Држава. 

## Историја

### Рано законодавство
Конгрес је 1891. донео први савезни статус који регулише сигурност рудника. Закон из 1891. године био је релативно скроман облик законодавства које се примењивало само на руднике на територијама САД и између осталог је утврдило минималне захтеве за вентилацију у подземним рудницима угља и забрањивало оператерима да запошљавају децу млађу од 12 година. 
Конгрес је 1910. основао Рударски биро као нову агенцију у Министарству унутрашњих послова .  Биро је био задужен за истраживање и смањење несрећа у рударској индустрији, али није добио ауторитет до 1941. године, када је Конгрес овластио савезне инспекторе да уђу у руднике.  Конгрес је 1947. одобрио формулисање првог кодекса савезних прописа о сигурности рудника. 
Савезни закон о безбедности из 1952. године предвиђао је годишње инспекције у одређеним подземним рудницима угља и дао је Бироу ограничено извршно овлашћење, укључујући овлашћења за издавање обавештења о кршењу и наредбе о непосредном повлачењу опасности.  Законом из 1952. године такође је одобрена процена цивилних казни против рударских радника због непоштовања налога за повлачење или због одбијања инспекцијског приступа приступу рударској имовини, мада није предвиђена новчана казна за непоштовање сигурносних одредби. Конгрес је 1966. године проширио покривеност Законом о угљу из 1952. године на све подземне руднике угља. 
Први савезни статут који директно регулише руднике без угља појављивао се тек до усвајања Савезног закона о безбедности метала и неметала из 1966.  Закон из 1966. предвиђао је објављивање стандарда, од којих су многи били саветодавни, и за инспекције и истраге; међутим, његово извршење је било минимално. 

### Закон о угљу
Закон о сигурности и здрављу рудника угља из 1969. године, генерално назван Законом о угљу, био је свеобухватнији и строжији од било којег претходног савезног законодавства којим се уређује рударска индустрија.  Закон о угљу је обухватао површинске и подземне руднике угља у свом делокругу, захтевао је две годишње инспекције сваког површинског копа угља и четири у сваком подземном руднику угља и драматично је повећао савезне извршне овласти у рудницима угља. Законом о угљу су такође тражене новчане казне за све прекршаје и утврђене кривичне казне за сазнања и намерна кршења. Појачани су сигурносни стандарди за све руднике угља и усвојени здравствени стандарди. Закон о угљу укључује посебне поступке за развој побољшаних обавезних здравствених и безбедносних стандарда и пружа компензацију за рударе који су били у потпуности и трајно онеспособљени због прогресивне респираторне болести проузроковане удисањем пнеумокониозе ситне угљене прашине или "црних плућа". 
1973. године, министар унутрашњих послова, административним дејством, створио је Управу за спровођење и безбедност рударства (МЕСА) као нову одељењу која је одвојена од Рударског бироа. МЕСА је преузела функције сигурности и заштите здравља које је претходно обављао Биро, како би избјегао било какав изглед сукоба интереса између примјене сигурносних и здравствених стандарда рудника и одговорности Бироа за развој минералних ресурса. (МЕСА је била организација претходница МСХА-е, пре 9. марта 1978. ) 

### Закон о рудницима и стварање МСХА
Недавно је Конгрес донео Федерални закон о безбедности и здрављу рудника из 1977. године, законодавство које тренутно регулише активности МСХА-е.  Законом о рудницима измењен је Закон о угљу из 1969. на неколико значајних начина и објединио све савезне прописе о здрављу и сигурности рударске индустрије, ископавања угља, као и експлоатације угља, у оквиру јединствене законске шеме. Закон о рудницима ојачао је и проширио права рудара и побољшао заштиту рудара од одмазде за остваривање тих права. Број погинулих у рударству нагло је опао према Закону о минирању са 272 у 1977 на 45 у 2014.  Закон о рудницима такође је пренио одговорност за извршавање својих мандата са Одељења унутрашњих послова на Министарство рада и створио је МСХА. Поред тога, Законом о минама основана је независна Федерална комисија за сигурност и здравље мина ради обезбеђивања независног прегледа већине извршних радњи МСХА-е. 
Конгрес је 2006. године усвојио Закон о унапређењу мина и новом хитном одговору (МИНЕР Ацт).  Законом о МИНЕР-у измењен је Закон о минама, како би се захтевали планови за реаговање у случају опасности од мина у подземним рудницима угља; додани нови прописи у вези с тимовима за спашавање мина и затварањем напуштених подручја; потребно је брзо обавештавање о минским несрећама и појачане грађанске казне.  

## Савремени прописи
Савремени прописи о рударству у Сједињеним Државама спроводе МСХА, а регулише их Савезним актом о безбедности и здрављу рудника из 1977. и Приручником о програмској политици МСХА, Волуме III Архивирано на веб-сајту  (2. фебруар 2016) . 
Дана 27. јануара 2012. године, како то захтева Закон о реформи и заштити потрошача Додд-Франк Валл Стреет, Комисија за хартије од вредности и берзе усвојила су коначна правила која захтевају да покривају издаваче извештавања о СЕЦ-у који су „оператер (и)“ (или који имају подружницу која је „оператор“) „угља или друге руднике“ да открије одређена кршења, митовања и наређења о сигурности рудника и сродна питања за сваки угљени или други рудник којим управљају.  “Оператор (и)” покривеног рудника такође су дужни да поднесу тренутни извештај на Обрасцу 8-К како би открили примање одређених налога и обавештења од Министарства за сигурност и здравље рудника америчког Министарства рада у вези са угљем или другим рудником да делују.     

### Несрећа и пријављивање несрећа
Према закону, рударски оператери су дужни да пријаве све рударске несреће у року од 15 минута од када је оператор знао или је требао знати за несрећу. 
Незгоде и повреде које се могу одмах пријавити су: 
1. Смрт појединца у руднику;
2. Повреда појединца у руднику која има разумни потенцијал да проузрокује смрт;
3. Заробљавање појединца дуже од тридесет минута;
4. Непланирано потапање рудника течношћу или гасом;
5. Непланирано паљење или експлозија гаса или прашине;
6. Непланирана минска ватра која није угашена у року од 30 минута од открића;
7. Непланирано паљење или експлозија експлозивног средства или експлозива ;
8. Непланирани кров пада на или изнад зоне сидрења у активним радовима на којима се користе кровни вијци; или непланирани кров или ребро падају у активним радњама које ометају вентилацију или ометају пролаз;
9. Избацивање угља или стене које узрокује повлачење рудара или који прекида редовну рударску активност дуже од једног сата;
10. Нестабилно стање код резервоара,сметлишта, или јаловишта које захтева хитно деловање како би се спречило отказивање, или које изазива људе да се евакуишу из подручја; или, отказивање резервоара, сметлишта или јаловишта ;
11. Оштећења опреме на дизању у осовини или нагибу који угрожавају појединца или ометају употребу опреме дуже од тридесет минута; и
12. Догађај у руднику који проузрокује смрт или телесне повреде појединца који није у руднику у тренутку када се тај догађај догодио. [19]

Статистичке анализе које је урадила МСХА показују да је између 1990. и 2004. године индустрија смањила стопу повреда (мера која упоређује стопу инцидената са укупним бројем запослених или радних сати) за више од половине, а смртних случајева за две трећине током три претходне деценије сталног побољшања. 

### МСХА инспекције
МСХА запошљава скоро једног инспектора за сигурност за свака четири рудника угља. Подземне руднике угља инспектори МСХА детаљно прегледавају најмање четири пута годишње. Уз то, рудари могу да пријаве кршења и затраже додатне инспекције. Рудари са таквом забринутошћу за безбедност на раду не могу се казнити било каквом претњом губитком запослења. 
Поред тога, Закон о сигурности и заштити рудника овлашћује Национални институт за заштиту на раду (НИОСХ), део центара за контролу и превенцију болести при Министарству здравља и људских услуга САД, да изради препоруке за рударске здравствене стандарде за сигурност рудника и здравствене управе; спроводи програм медицинског надзора за рударе, укључујући рендген грудног коша ради откривања пнеумокониозе (црна болест плућа) код рудара угља; спроводе истраге на рудницима; тестирати и потврдити личну заштитну опрему и инструменте за мерење опасности. 